# Pudong International Information Port
Le Pudong International Information Port est un gratte-ciel de 211 mètres construit en 2001 à Shanghai en Chine.